# La Petxina
La Petxina és un barri pertanyent al districte d'Extramurs de la ciutat de València, al País Valencià. El codi identificatiu del barri segons l'ajuntament de València és el 3.3. Aquest barri pren el nom del passeig de la Petxina, situat al nord i fitant amb el Jardí del Túria.

## Geografia
El barri està situat entre l'avinguda de Pérez Galdós a l'oest, l'avinguda de Ferran el Catòlic a l'est, i el carrer d'Àngel Guimerà al sud. Al nord fita amb el Jardí del Túria, així formant un triangle. Forma part de districte d'Extramurs. Limita doncs amb els barris del Botànic i Arrancapins, i els districtes de l'Olivereta i Campanar.

## Història
Segons l'ajuntament, el nom del barri es deu al fet que, front al carrer del beat Gaspar Bono i prop de la tanca del Jardí Botànic de València hi havia una rampa que baixava a l'antic riu (ara jardí del Túria). Al peu, i com a mena de sustentació decorativa del mur s'hi troben unes petxines de pedra, les quals van ser trobades a la dècada dècada de 1930, ja que fins llavors van romandre soterrades al fang degut a la pujada del nivell de l'aigua del riu.

## Demografia
| 1970   | 1981   | 1991   | 2001   | 2010   | 2020   | 2030 |
| ------ | ------ | ------ | ------ | ------ | ------ | ---- |
| 21.613 | 18.238 | 16.284 | 15.054 | 15.434 | 15.082 | -    |
| 2040   | 2050   | 2060   | 2070   | 2080   | 2100   | 2110 |
| -      | -      | -      | -      | -      | -      | -    |

## Transport

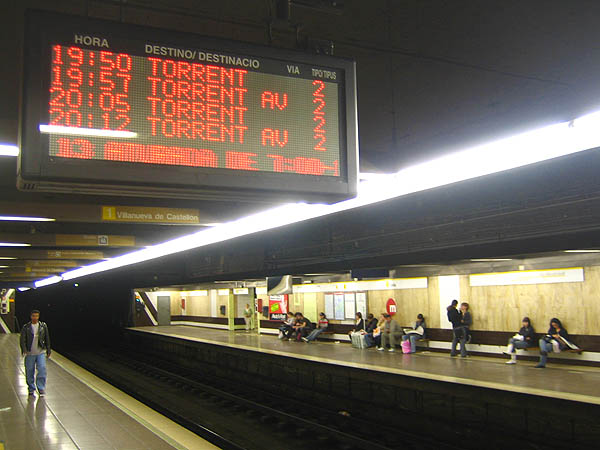
Estació de Túria

- Empresa Municipal de Transports de València (EMT)
  - Línies:
- Ferrocarrils de la Generalitat Valenciana (FGV)
  - Túria (Metrovalència)